# Stansfield Turner
Stansfield Turner (Highland Park, Illinois; 1 de diciembre de 1923-Seattle, Washington; 18 de enero de 2018) fue un almirante y Director de la Agencia Central de Inteligencia (CIA). Además, fue investigador superior sénior en la Escuela de Políticas Públicas de la Universidad de Maryland en College Park.

## Carrera militar
Después de graduarse en la Highland Park High School, Turner asistió al Amherst College en él en 1941, y se graduó en la Academia Naval de los EE. UU. con la promoción de 1947 y alcanzó una Comisión en la United States Navy en junio de 1946 (durante las clases de la Segunda Guerra Mundial se graduó en tres años). Era un Rhodes Scholar en Oxford, mientras servía en la Marina, obteniendo una Maestría en filosofía, en política y economía en 1950. Durante su carrera naval sirvió como comandante del crucero de misiles guiados, USS Horne (DLG-30) [1]y más tarde comandante de las fuerzas de U.S en Japón y Corea, así como Comandante en Jefe de las Fuerzas Aliadas del Sur de Europa de la OTAN.
Se desempeñó como Director de la Academia de Guerra Naval de 1972 a 1974, donde introdujo con éxito una mejora radical en la enseñanza con la introducción de enfoques educativos basados en su experiencia como Rhodes Scholar en la Universidad de Oxford. Una de sus principales innovaciones en dicha academia fue la introducción de la lectura de la guerra del Peloponeso, de Tucidides, como libro de estudio; una lectura que sigue siendo central para la estrategia y plan de estudios políticos hoy en día. Después de servir como Comandante de la Segunda Flota de EE. UU., mandó la región del Sur de la OTAN y posteriormente fue director de la Agencia Central de Inteligencia (CIA) de 1977 a 1981 en la Administración de su compañero de clase de la Academia Naval, el presidente Jimmy Carter. Fue miembro del Consejo de Administración de Monsanto Company. Ejerció como investigador en la Universidad de Maryland, en el College Park,'s una Escuela de Políticas Públicas. En el 2000, fue nombrado el primer Raymond H. Miembro Distinguido Spruance en la Escuela de Guerra Naval.

## Agencia Central de Inteligencia
Bajo su dirección de la Agencia Central de Inteligencia, dio más importancia a la inteligencia y espionaje  tecnológicos que a la más tradicional inteligencia de los espías humanos. Por otra parte, eliminó más de 800 puestos operativos en lo que se llamó la masacre de Halloween. Esta dirección de la organización es notable porque William Casey, Se considera que tienen un enfoque totalmente opuesto, centrado gran parte de su atención en la inteligencia humana. Su nombramiento no fue bien recibido en el aparato burocrático de la Agencia ya que Turner había testimoniado en una Comisión del Congreso sobre las operaciones de la CIA en contra de la propia agencia, al revelar gran parte de la extensión del programa MKULTRA que la CIA mantuvo desde la década de 1950 hasta finales de 1960. La reforma y simplificación del sistema de secreto de varios niveles de la comunidad de inteligencia fue una de las iniciativas más importante de Stansfield Turner, pero no dieron ningún resultado en el momento de dejar el cargo.
Una excepción a la preferencia de Turner por la no recolección de la inteligencia humana la llevó a cabo con el uso de un psíquico. En su edición de enero de 2006, la revista GQ, revelaba que el expresidente Jimmy Carter se había referido al hecho de que Turner contrató a un psíquico para ayudar a localizar un avión de EE. UU. que se había perdido en el África Central. Cuando la tecnología del espionaje, elemento preferido de Turner y los enfoques de la SIGINT, no lograron encontrar el avión desaparecido, Turner informó al presidente que la Agencia había decidido contratar a una vidente para ayudar a encontrar el aparato.
Durante el mandato de Turner como director de la CIA, se indignó con el exagente Frank Snepp cuando publicó un libro llamado "Intervalo Decente" donde expuso la incompetencia de los altos funcionarios gubernamentales de Estados Unidos durante la caída de Saigón. Turner acusó a Snepp de violar el acuerdo de confidencialidad requerido de todos los agentes de la CIA, aunque más tarde se vio obligado a admitir en el interrogatorio que él nunca había leído el acuerdo firmado por Snepp.[2] Finalmente, la CIA ganó el juicio contra Snepp en la Corte Suprema de los EE. UU. El Tribunal obligó a Snepp a entregar todas sus ganancias de "Intervalo Decente" y buscar preinspección de cualquier futuros escritos sobre el trabajo de inteligencia para el resto de su vida. La ironía final es que la CIA más adelante se basaría en el precedente del asunto de Snepp para obligar a Turner para buscar preinspección de sus propias memorias, que fueron muy críticas con la política del presidente Ronald Reagan.[3]
Durante su mandato como director de la CIA en la década de 1980 cuando se le preguntó en un programa de entrevistas NPR acerca del "espionaje doméstico", dijo: "Los estadounidenses no son una fuente de mucha inteligencia."
En el documental "Los secretos de la CIA", el almirante Turner comentó sobre el proyecto MK ULTRA:
"Se llegó a mi atención al principio de mi mandato como director, y sentí que era una señal de advertencia de que si usted no está alerta, las cosas pueden ir mal en esta organización".
El 12 de marzo de 1980, el presidente Jimmy Carter y el almirante Turner propusieron al agente Antonio J. Méndez (también conocido como Tony Méndez) para concederle la Intelligence Star por su papel en el rescate de seis funcionarios del Departamento de Estado de EE. UU. el 28 de enero de 1980, que habían escapado del asalto a la Embajada de EE. UU. en Irán, y que se habían refugiado en la casa particular del embajador de Canadá.[4]

## Posterior a las actividades de la CIA
Al abandonar la Agencia, Stansfield Turner se convirtió en profesor, escritor y comentarista de televisión, y sirvió en el Consejo de Administración de varias empresas estadounidenses. Turner escribió varios libros, incluyendo El Secreto y la Democracia - La CIA en transición, en 1985, Introducir en la jaula el genio nuclear - Un desafío americano para la Seguridad Global, en 1997 (una edición revisada de la que fue publicada en 1999), y en 2005: Burn before reading: Presidents, los directores de la CIA y el Servicio Secreto de Inteligencia, en la que aboga por la disolución de la CIA.
Turner fue muy crítico con George Bush sobre el manejo de la invasión de Irak. En septiembre de 2003, escribió que "la mayoría de los argumentos que justificaban la invasión no han resultado ser ciertos: los servicios de inteligencia no creían en la inminencia de una amenaza, los iraquíes no nos dieron la bienvenida como libertadores, la idea de que podría manejar esta acción de forma casi unilateral, está dando paso a las peticiones de tropas y dinero de otras naciones, la aversión a dar a la ONU un papel significativo se está erosionando a diario, y la renuencia a participar en la construcción de la nación está siendo suplantado por eso. " [2]
En noviembre de 2005, después de que Dick Cheney se opusiera a un proyecto de ley de defensa que el senador republicano John McCain había apoyado en el Senado y que establecía la prohibición de "penas crueles, inhumanas o degradantes" de todos los detenidos en EE. UU., Turner fue citado diciendo: "Me da vergüenza que los EE. UU. tengan un vicepresidente para la tortura. Creo que es censurable. El (Cheney) promueve la tortura, ¿qué es? Yo no entiendo cómo un hombre en esa posición puede tomar una esta posición". Cheney se opuso porque entendía que la ley iba más allá de la prohibición de la tortura y podría ser ampliamente interpretado por los tribunales para censurar la mayoría de las formas de interrogatorio.
Turner también sirve en el Comité Asesor Militar de los líderes de negocios para las Prioridades Sensibles, cuya misión es reducir la partida del presupuesto discrecional en gastos de defensa en un 15 % y reasignar ese dinero a la educación, la sanidad, las energías renovables, la formación profesional y programas de ayuda humanitaria.
Residía en McLean, Virginia.

## Premios y honores
(Lista incompleta)
- Marina Medalla por Servicio Distinguido
- Legión de Mérito con dos Estrellas de Oro
- Estrella de Bronce con V de dispositivo
- Conjunto unitario Premio al Mérito
- Marina Medalla de Encomio con V de dispositivo
- Unidad Encomienda al Mérito de la Marina
- Medalla Americana de la Campaña
- la Segunda Guerra Mundial Medalla de la Victoria
- Medalla de Servicio de la Defensa Nacional con una Estrella de Bronce Servicio de
- de Corea Medalla de Servicio
- de las Naciones Unidas Medalla de Servicio

## En la cultura popular
Turner es mencionado en la película La Guerra de Charlie Wilson en el personaje de Gust Avrakotos interpretado por Philip Seymour Hoffman quien recibió una nominación al Óscar por el papel. Avrakotos hace referencia al despido de 3000 agentes (Halloween Day Massacre) y cómo se dañó a la CIA con esta decisión. También aparece en Argo, la cinta que obtuvo en 2012 el Óscar a la mejor película.